# Euphorbiaceae
Famille
Classification APG III (2009)
La famille des Euphorbiaceae (Euphorbiacées) regroupe des plantes à fleurs dicotylédones de l'ordre des Malpighiales, cosmopolites sauf dans les régions arctique et antarctique.
C'est la septième plus vaste famille de plantes à fleurs avec plus de 6 000 espèces réparties en 200 à 300 genres.

## Étymologie
Le nom vient du genre type Euphorbia, nom classique d'une espèce de ce genre (passé au grec ευφορβος / euphorbos), dédié par le roi de Maurétanie, Juba II (50 - 23 av. J.-C.), à son médecin Euphorbus.

## Classification
Lorsque Bernard de Jussieu créa cette famille en 1789, il regroupa beaucoup d’anciennes familles dont sont précisés les noms pour mémoire :
Acalyphaceae (Acalypha), Androstachydaceae (Androstachys (es)), Bertyaceae (Bertya (en)), Bischofiaceae (Bischofia (en)), Columellaceae, Crotonaceae (Croton), Hippomanaceae (Hippomane), Hymenocardiaceae (Hymenocardia), Mercurialaceae (Mercurialis), Micrantheaceae (Micrantheum), Oldfieldiaceae (Oldfieldia), Peraceae (Pera (en)), Phyllanthaceae (Phyllanthus), Picrodendraceae (Picrodendron (en)), Putranjivaceae (Putranjiva (en)), Porantheraceae (Poranthera (en)), Pseudanthaceae (Pseudanthus (en)), Ricinaceae (Ricinus), Ricinocarpaceae (Ricinocarpos), Scepaceae (Scepeae), Stilaginaceae, Tithymalaceae, Tragiaceae (Tragia (en)), Treviaceae ou Trewiaceae, Uapacaceae (Uapaca).
Les espèces des familles invalidées forment l'actuelle famille des Euphorbiaceae.
Quatre familles ont été considérées comme des entités taxonomiques significatives : 
- Phyllanthaceae, Picrodendraceae, Putranjivaceae (séparées par la Classification APG III),
- Peraceae (séparée par la Classification APG IV).

## Liste des genres
Selon Angiosperm Phylogeny Website (21 janvier 2018) :
- Acalypha
- Acidocroton
- Acidoton
- Actinostemon
- Adelia
- Adenocline
- Adenopeltis
- Adenophaedra
- Adriana
- Afrotrewia
- Agrostistachys
- Alchornea
- Alchorneopsis
- Aleurites
- Algernonia
- Alphandia
- Amperea
- Amyrea
- Angostylis
- Annesijoa
- Anomalocalyx
- Anomostachys
- Anthostema
- Aparisthmium
- Argomuellera
- Argythamnia
- Astraea
- Astrococcus
- Aubletiana
- Avellanita
- Balakata
- Baliospermum
- Baloghia
- Benoistia
- Bernardia
- Bertya
- Beyeria
- Bia
- Blachia
- Blumeodendron
- Bocquillonia
- Bonania
- Borneodendron
- Bossera
- Botryophora
- Brasiliocroton
- Bruea
- Caelebogyne
- Calycopeplus
- Caperonia
- Caryodendron
- Casabitoa
- Cavacoa
- Cephalocroton
- Cephalocrotonopsis
- Cephalomappa
- Cheilosa
- Chiropetalum
- Chlamydojatropha
- Chondrostylis
- Chrozophora
- Cladogelonium
- Cladogynos
- Claoxylon
- Claoxylopsis
- Cleidiocarpon
- Cleidion
- Cnesmone
- Cnidoscolus
- Cocconerion
- Codiaeum
- Colliguaja
- Conceveiba
- Conosapium
- Croton
- Crotonogyne
- Ctenomeria
- Cunuria
- Cyrtogonone
- Cyttaranthus
- Dalechampia
- Dalembertia
- Dendrocousinsia
- Dendrothrix
- Deutzianthus
- Dichostemma
- Dimorphocalyx
- Discoclaoxylon
- Discocleidion
- Discoglypremna
- Ditaxis
- Ditrysinia
- Ditta
- Dodecastigma
- Domohinea
- Doryxylon
- Droceloncia
- Dysopsis
- Elateriospermum
- Endospermum
- Enriquebeltrania
- Epiprinus
- Erismanthus
- Erythrococca
- Euphorbia
- Excoecaria
- Fahrenheitia
- Falconeria
- Fontainea
- Garcia
- Garciadelia
- Gitara
- Givotia
- Glycydendron
- Gradyana
- Grimmeodendron
- Grossera
- Gymnanthes
- Haematostemon
- Hamilcoa
- Hancea
- Hevea
- Hippomane
- Homalanthus
- Homonoia
- Hura
- Hylandia
- Jatropha
- Joannesia
- Klaineanthus
- Kleinodendron
- Koilodepas
- Lasiococca
- Lasiocroton
- Leeuwenbergia
- Leidesia
- Leucocroton
- Lobanilia
- Loerzingia
- Mabea
- Macaranga
- Mallotus
- Manihot
- Manniophyton
- Maprounea
- Mareya
- Mareyopsis
- Megalostylis
- Megistostigma
- Melanolepis
- Mercurialis
- Micrandra
- Micrandropsis
- Micrococca
- Microstachys
- Mildbraedia
- Monotaxis
- Moultonianthus
- Myricanthe
- Nealchornea
- Necepsia
- Neoboutonia
- Neoguillauminia
- Neoholstia
- Neoscortechinia
- Neoshirakia
- Oligoceras
- Omphalea
- Ophthalmoblapton
- Orfilea
- Ostodes
- Pachystroma
- Pachystylidium
- Pantadenia
- Paracroton
- Paranecepsia
- Parapantadenia
- Pausandra
- Philyra
- Pimelodendron
- Plagiostyles
- Platygyna
- Pleradenophora
- Plukenetia
- Podadenia
- Pseudagrostistachys
- Pseudanthus
- Pseudosenefeldera
- Ptychopyxis
- Pycnocoma
- Radcliffea
- Reutealis
- Rhodothyrsus
- Ricinocarpos
- Ricinodendron
- Ricinus
- Rockinghamia
- Romanoa
- Sagotia
- Sampantaea
- Sandwithia
- Sapium
- Schinziophyton
- Sclerocroton
- Sebastiania
- Seidelia
- Senefeldera
- Senefelderopsis
- Shirakiopsis
- Shonea
- Sibangea
- Spathiostemon
- Speranskia
- Sphaerostylis
- Sphyranthera
- Spirostachys
- Stillingia
- Strophioblachia
- Sumbaviopsis
- Suregada
- Syndyophyllum
- Tannodia
- Tapoides
- Tetrorchidium
- Thyrsanthera
- Tragia
- Tragiella
- Triadica
- Trigonostemon
- Vaupesia
- Vernicia
- Wetria

Selon NCBI (23 mai 2010) :
- sous-famille Acalyphoideae
  - tribu Acalypheae
    - Acalypha
    - Adriana
    - Amyrea
    - Claoxylon
    - Cleidion
    - Coccoceras
    - Cordemoya
    - Deuteromallotus
    - Discoclaoxylon
    - Dysopsis
    - Erythrococca
    - Homonoia
    - Leidesia
    - Lobanilia
    - Macaranga
    - Mallotus
    - Mareya
    - Mareyopsis
    - Mercurialis
    - Micrococca
    - Ricinus
    - Rockinghamia
    - Sampantaea
    - Seidelia
    - Spathiostemon
    - Wetria

  - tribu Adelieae
    - Adelia
    - Crotonogynopsis
    - Enriquebeltrania
    - Lasiocroton
    - Leucocroton

  - tribu Agrostistachydeae
    - Agrostistachys
    - Chondrostylis
    - Cyttaranthus
    - Pseudagrostistachys

  - tribu Alchorneae
    - Alchornea
    - Aparisthmium
    - Aubletiana
    - Bocquillonia
    - Conceveiba
    - Gavarretia

  - tribu Ampereae
    - Amperea
    - Monotaxis

  - tribu Bernardieae
    - Adenophaedra
    - Afrotrewia
    - Bernardia
    - Discocleidion
    - Necepsia
    - Paranecepsia

  - tribu Caryodendreae
    - Alchorneopsis
    - Caryodendron
    - Discoglypremna

  - tribu Chaetocarpeae
    - Chaetocarpus
    - Trigonopleura

  - tribu Cheiloseae
    - Cheilosa
    - Neoscortechinia

  - tribu Chrozophoreae
    - Caperonia
    - Chiropetalum
    - Chrozophora
    - Ditaxis
    - Melanolepis
    - Philyra
    - Speranskia
    - Sumbaviopsis
    - Thyrsanthera

  - tribu Epiprineae
    - Adenochlaena
    - Cephalocroton
    - Cephalomappa
    - Koilodepas

  - tribu Erismantheae
    - Moultonianthus
    - Syndyophyllum

  - tribu Omphaleae
    - Omphalea

  - tribu Plukenetieae
    - Acidoton
    - Astrococcus
    - Cnesmone
    - Dalechampia
    - Gitara
    - Platygyna
    - Plukenetia
    - Romanoa
    - Tetracarpidium
    - Tragia
    - Tragiella

  - tribu Pycnocomeae
    - Argomuellera
    - Blumeodendron
    - Droceloncia
    - Pycnocoma
- sous-famille Crotonoideae
  - tribu Adenoclineae
    - Adenocline
    - Ditrysinia
    - Ditta
    - Endospermum
    - Glycydendron
    - Klaineanthus
    - Tetrorchidium

  - tribu Aleuritideae
    - Aleurites
    - Cavacoa
    - Crotonogyne
    - Cyrtogonone
    - Domohinea
    - Garcia
    - Grossera
    - Manniophyton
    - Neoboutonia
    - Neoholstia
    - Sandwithia
    - Tannodia
    - Vernicia

  - tribu Codiaeae
    - Baliospermum
    - Baloghia
    - Blachia
    - Codiaeum
    - Dodecastigma
    - Fontainea
    - Hylandia
    - Ophellantha
    - Ostodes
    - Pausandra
    - Sagotia
    - Strophioblachia

  - tribu Crotoneae
    - Acidocroton
    - Astraea
    - Brasiliocroton
    - Colobocarpos
    - Croton
    - Crotonopsis
    - Mildbraedia
    - Moacroton
    - Oxydectes
    - Paracroton

  - tribu Elateriospermeae
    - Elateriospermum

  - tribu Gelonieae
    - Gelonium
    - Suregada

  - tribu Jatropheae
    - Deutzianthus
    - Jatropha
    - Joannesia
    - Leeuwenbergia

  - tribu Manihoteae
    - Cnidoscolus
    - Manihot

  - tribu Micrandreae
    - Hevea
    - Micrandra
    - Micrandropsis

  - tribu Ricinocarpeae
    - Bertya
    - Beyeria
    - Cocconerion
    - Ricinocarpos

  - tribu Ricinodendreae
    - Givotia
    - Ricinodendron
    - Schinziophyton

  - tribu Trigonostemoneae
    - Trigonostemon
- sous-famille Euphorbioideae
  - tribu Euphorbieae
    - Anthostema
    - Calycopeplus
    - Chamaesyce
    - Cubanthus
    - Dichostemma
    - Elaeophorbia
    - Endadenium
    - Euphorbia
    - Monadenium
    - Neoguillauminia
    - Synadenium

  - tribu Hippomaneae
    - Actinostemon
    - Adenopeltis
    - Bonania
    - Colliguaja
    - Dalembertia
    - Excoecaria
    - Grimmeodendron
    - Gymnanthes
    - Hippomane
    - Homalanthus
    - Mabea
    - Maprounea
    - Microstachys
    - Neoshirakia
    - Pseudosenefeldera
    - Sapium
    - Sclerocroton
    - Sebastiania
    - Senefelderopsis
    - Spegazziniophytum
    - Spirostachys
    - Stillingia
    - Triadica

  - tribu Hureae
    - Hura
    - Ophthalmoblapton
    - Tetraplandra

  - tribu Pachystromateae
    - Pachystroma

  - tribu Stomatocalyceae
    - Nealchornea
    - Pimelodendron
    - Plagiostyles
- Euphorbiaceae incertae sedis
  - Cladogelonium
  - Vaupesia

Selon DELTA Angio (23 mai 2010) :
- Acalypha
- Acidocroton
- Acidoton
- Actephila
- Adelia
- Adenochlaena
- Adenocline
- Adenopeltis
- Adenophaedra
- Adriana
- Aerisilvaea
- Afrotrewia
- Agrostistachys
- Alchornea
- Alchorneopsis
- Aleurites
- Algernonia
- Alphandia
- Amanoa
- Amperea
- Amyrea
- Andrachne
- Angostyles
- Annesijoa
- Anomalocalyx
- Anthostema
- Aparisthium
- Apodiscus
- Aporusa
- Argomuellera
- Argythamnia
- Aristogeitonia
- Ashtonia
- Astrocasia
- Astrococcus
- Austrobuxus
- Avellanita
- Baccaurea
- Baliospermum
- Baloghia
- Benoistia
- Bernardia
- Bertya
- Beyeria
- Blachia
- Blotia
- Blumeodendron
- Bocquillonia
- Bonania
- Borneodendron
- Bossera
- Botryophora
- Breynia
- Bridelia
- Calvacoa
- Calycopeplus
- Canaca
- Caperonia
- Caryodendron
- Casabitoa
- Celaenodendron
- Celianella
- Cephalocroton
- Cephalomappa
- Chaetocarpus
- Chascotheca
- Cheilosa
- Chiropetalum
- Chlamydojatropha
- Chondrostylis
- Chonocentrum
- Choriceras
- Chrozophora
- Cladogelonium
- Cladogynos
- Claoxylon
- Claoxylopsis
- Cleidiocarpon
- Cleidion
- Cleistanthus
- Clutia
- Cnesmone
- Cnidoscolus
- Cocconerion
- Codiaeum
- Colliguaja
- Conceveiba
- Cordemoya
- Croizatia
- Croton
- Crotonogyne
- Crotonogynopsis
- Crotonopsis
- Ctenomeria
- Cubanthus
- Cyrtogonone
- Cyttaranthus
- Dalechampia
- Dalembertia
- Deuteromallotus
- Deutzianthus
- Dichostemma
- Dicocleidion
- Dicoelia
- Didymocistus
- Dimorphocalyx
- Discocarpus
- Discoclaoxylon
- Discoglypremna
- Dissiliaria
- Ditaxis
- Ditta
- Dodecastigma
- Domohinea
- Doryxylon
- Droceloncia
- Drypetes
- Duvigneaudia
- Dysopsis
- Elaeophorbia
- Elateriospermum
- Eleutherostigma
- Endadenium
- Endospermum
- Enriquebeltrania
- Epiprinus
- Eremocarpus
- Erismanthus
- Erythrococca
- Euphorbia
- Excoecaria
- Fahrenheitia
- Flueggea
- Fontainea
- Garcia
- Gavarretia
- Givotia
- Glochidion
- Glycydendron
- Glyphostylus
- Grimmeodendron
- Grossera
- Gymnanthes
- Haematostemon
- Hamilcoa
- Hevea
- Heywoodia
- Hieronima
- Hippomane
- Homonoia
- Hura
- Hyaenanche
- Hylandia
- Jablonskia
- Jatropha
- Joannesia
- Kairothamnus
- Keayodendron
- Klaineanthus
- Koilodepas
- Lachnostylis
- Lasiococca
- Lasiocroton
- Lautembergia
- Leeuwenbergia
- Leidesia
- Leptonema
- Leptopus
- Leucocroton
- Lingelsheimia
- Lobanilia
- Loerzingia
- Longetia
- Mabea
- Macaranga
- Maesobotrya
- Mallotus
- Manihot
- Manihotoides
- Manniophyton
- Maprounea
- Mareya
- Mareyopsis
- Margaritaria
- Martretia
- Megistostigma
- Meineckia
- Melanolepis
- Mercurialis
- Micrandra
- Micrandropsis
- Micrantheum
- Micrococca
- Mildbraedia
- Mischodon
- Moacroton
- Monadenium
- Monotaxis
- Moultonianthus
- Myladenia
- Myricanthe
- Nealchornea
- Necepsia
- Neoboutonia
- Neoguillauminia
- Neoholstia
- Neoroepera
- Neoscortechinia
- Neotrewia
- Octospermum
- Oldfieldia
- Oligoceras
- Omalanthus
- Omphalea
- Omphellantha
- Ophthalmoblapton
- Oreoporanthera
- Ostodes
- Pachystroma
- Pachystylidium
- Pantadenia
- Paradrypetes
- Paranecepsia
- Parapantadenia
- Parodiodendron
- Pausandra
- Pedilanthus
- Pentabrachion
- Petalodiscus
- Petalostigma
- Philyra
- Phyllanoa
- Phyllanthus
- Pimelodendron
- Piranhea
- Plagiostyles
- Platygyna
- Plukenetia
- Podadenia
- Podocalyx
- Pogonophora
- Poilaniella
- Poinsettia
- Polyandra
- Poranthera
- Protomegabaria
- Pseudagrostistachys
- Pseudanthus
- Pseudocroton
- Pseudolachnostylis
- Pterococcus
- Ptychopyxis
- Putranjiva
- Pycnocoma
- Reutealis
- Reverchonia
- Richeria
- Richeriella
- Ricinocarpus
- Ricinodendron
- Ricinus
- Rockinghamia
- Romanoa
- Sagotia
- Sampantea
- Sandwithia
- Sapium
- Sauropus
- Savia
- Scagea
- Schinziophyton
- Sebastiania
- Securinega
- Seidelia
- Senefeldera
- Senefelderopsis
- Sibangea
- Spathiostemon
- Speranksia
- Sphaerostylis
- Sphyranthera
- Spirostachys
- Spondianthus
- Stachyandra
- Stachystemon
- Stillingia
- Strophioblachia
- Sumbaviopsis
- Suregada
- Symphyllia
- Synandenium
- Syndyophyllum
- Tacaruna
- Tannodia
- Tapoides
- Tetracoccus
- Tetraplandra
- Tetrorchidium
- Thecacoris
- Thyrsanthera
- Tragia
- Tragiella
- Trevia
- Trigonopleura
- Trigonostemon
- Vaupesia
- Vernicia
- Vigia
- Voatamalo
- Wetria
- Whyanbeelia
- Wielandia
- Zimmermannia
- Zimmermanniopsis

## Description
Les euphorbiacées sont des arbres, des plantes arborescentes, des buissons, des lianes, ou des plantes herbacées des régions tempérées à tropicales.
Les euphorbiacées possèdent généralement dans leurs tissus une substance laiteuse caractéristique de la famille.

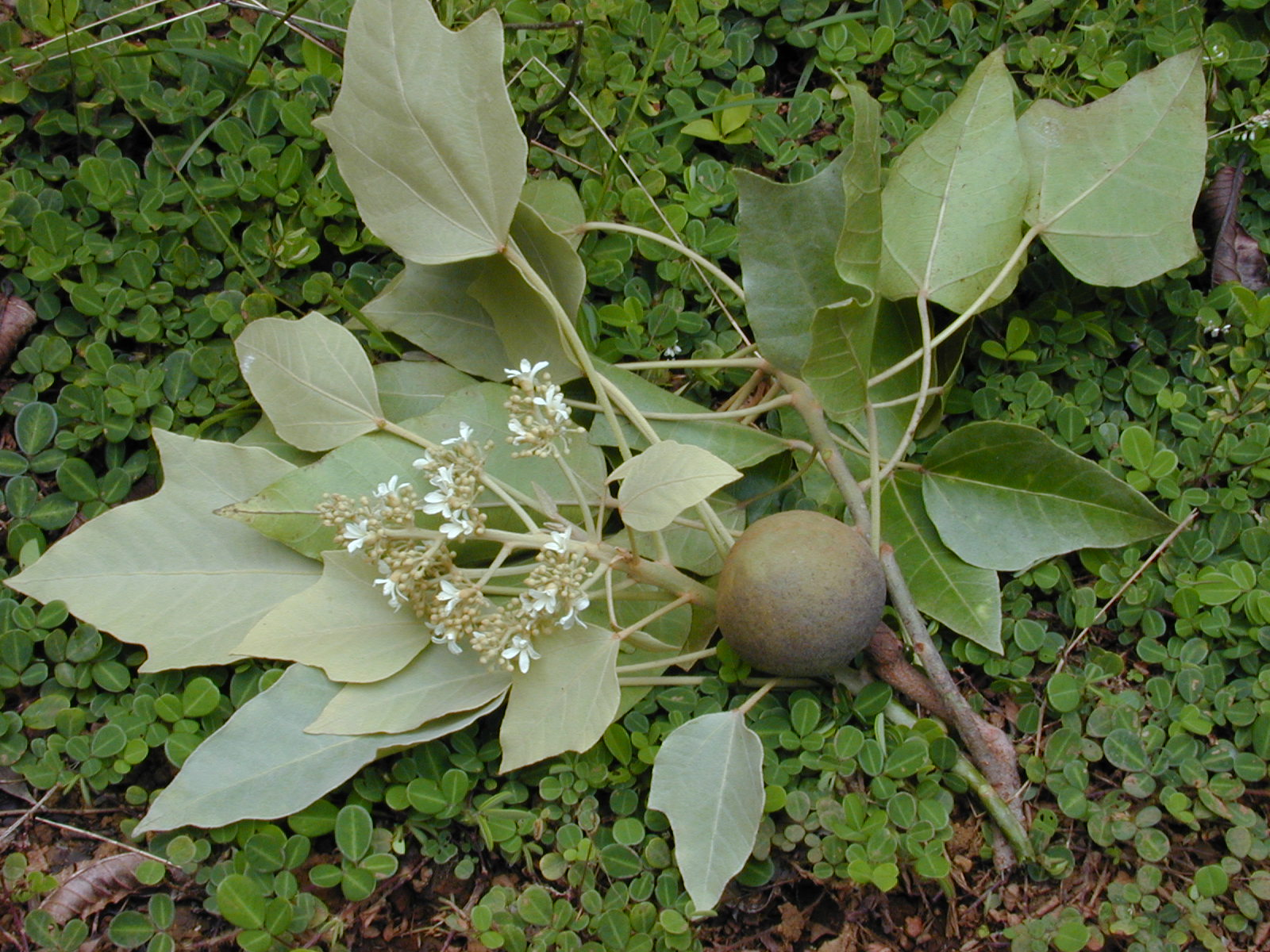
Aleurites moluccana

De cette importante famille on peut citer quelques genres :
- les crotons, plantes ornementales du genre Croton.
- le manioc, plante alimentaire du genre Manihot dont la racine donne le tapioca.
- le ricin, plante industrielle du genre Ricinus produisant de l'huile.
- l'hévéa, arbre du genre Hevea produisant du latex servant à la confection du caoutchouc naturel.
- les euphorbes, du genre Euphorbia, avec des espèces épineuses et succulentes adaptées aux milieux arides.
- la mercuriale, du genre Mercurialis.

La classification phylogénétique place cette famille dans l'ordre des malpighiales.